# Fatalité (nouvelle)
Fatalité est une nouvelle d’Anton Tchekhov (en russe : Netchaste).

## Historique
Fatalité est initialement publiée dans la revue russe Temps nouveaux, numéro 3758, en 1886, signature An. Tchekhov. Aussi traduit en français sous le titre Un malheur.

## Résumé
Sophia, la femme du notaire Loubiantsev, se promène avec son voisin l’avocat Iline. Elle veut qu’il cesse ses assiduités envers elle.
Iline lui dit que c’est au-dessus de ses forces. Il n’a qu’elle en tête. Il a essayé de partir, mais à chaque fois, il a rebroussé chemin à mi-parcours. Il néglige ses affaires et sa famille. Il attend d’elle un non ferme et définitif, mais elle se contente de l’abreuver de leçons de morale : est-elle sûre de ses sentiments ? Non, car lorsqu'il se met à ses genoux, elle ne le repousse pas et en ressent de la volupté.
De retour à la maison, elle joue sans conviction à la parfaite femme au foyer. Andreï, son mari, vient à peine de rentrer qu'elle lui propose de partir en voyage, mais il ne peut pas quitter l’étude. Elle se prouve ainsi à elle-même qu'elle lutte pour rester dans le droit chemin. Le même soir, elle contemple dans le salon Iline, venu en visite avec d’autres voisins, et elle est secrètement heureuse de le voir souffrir pour elle.
Quand il part en dernier, à une heure avancée, il essaie de l’enlacer et lui dit : « Vous m’aimez et pour l’instant vous marchandez vainement avec votre conscience. » Dans le lit conjugal, elle se traite de dévergondée.
Elle avoue à Andreï qu’ils doivent partir rapidement, car il risque de la perdre et lui avoue qu’elle est amoureuse d’un autre. Il lui fait la morale. Elle veut sortir, lui demande de l’accompagner comme une dernière tentative de sauver leur couple. Il ne répond pas. Elle part rejoindre Iline, mue par une force incroyable qui lui coupe le souffle.

## Édition française
- Fatalité, traduit par Madeleine Durand et Édouard Parayre, révision de Lily Dennis, éditions Gallimard, Bibliothèque de la Pléiade, 1967  (ISBN 978 2 07 0105 49 6).